# M85-HCC1
M85-HCC1 är en dvärggalax, som i juli 2015 är den kompaktaste kända galaxen. Stjärntätheten i M85-HCC1 är en miljon gånger större än i vintergatan. M85-HCC1 upptäcktes av två amerikanska studerande.